# John Cockcroft
Sir John Douglas Cokcroft (1897-1967) là nhà vật lý người Anh. Ông giành Giải Nobel Vật lý năm 1951 cùng với Ernest Walton nhờ việc tiên phong trong các nghiên cứu về biến tố hạt nhân bằng các hạt nguyên tử được gia tốc nhân tạo.